# 中国人民解放军海南省三沙警备区
中国人民解放军海南省三沙警备区，是中国人民解放军海南省军区下属的警备区，级别为正师级，管辖范围为海南省三沙市。

## 沿革
2012年7月19日，中央军事委员会批复广州军区，同意组建“中国人民解放军海南省三沙警备区”。
2012年7月24日，美国参议员麦凯恩发表声明说：“中国中央军委将派遣部队前往越南也宣称拥有主权的南海岛屿，这种做法是不必要的挑衅。”

## 历任领导
| 司令员 1. 蔡喜宏 大校（2012年7月—？） 2. 朱明江 大校 3. 于长江 大校（—2023年4月） | 党委第一书记 1. 肖杰（2012年7月—2017年5月，中共三沙市委书记兼） 2. 田湘利（2017年5月—，中共三沙市委书记兼） | 政治委员 1. 廖朝毅 大校（2012年7月—） |

## 装备
- GY820综合保障船